# Newton by Daresbury
Newton by Daresbury var en civil parish från 1866 till 1936 då den blev en del av Daresbury, i grevskapet Cheshire, i England. Civil parish var belägen 7 km från Warrington och hade 179 invånare år 1931.